# Varmīān
Varmīān (persiska: ورمیان سفلی, Varmīān-e Soflá, ورميان) är en ort i Iran.   Den ligger i provinsen Ilam, i den västra delen av landet, 500 km sydväst om huvudstaden Teheran. Varmīān ligger 1 043 meter över havet och antalet invånare är 169.
Terrängen runt Varmīān är kuperad åt nordost, men åt sydväst är den bergig. Runt Varmīān är det ganska glesbefolkat, med 39 invånare per kvadratkilometer. Närmaste större samhälle är Shahrak-e Jomhūrī-ye Eslāmī-ye Sartang, 2,5 km öster om Varmīān. Omgivningarna runt Varmīān är i huvudsak ett öppet busklandskap.